# Nogent-sur-Seine
Nogent-sur-Seine település Franciaországban, Aube megyében. Lakosainak száma 5673 fő (2022. január 1.). Nogent-sur-Seine Fontaine-Mâcon, Fontenay-de-Bossery, Marnay-sur-Seine, Le Mériot, La Motte-Tilly, Saint-Aubin, Saint-Nicolas-la-Chapelle és La Saulsotte községekkel határos.

## Népesség
A település népességének változása:
| Lakosok száma | 4447 | 5009 | 5505 | 5983 | 5955 | 5965 | 5980 | 5966 | 5946 | 5673 |
|               | 1968 | 1982 | 1990 | 2006 | 2013 | 2015 | 2017 | 2019 | 2020 | 2022 |